# Лаленков, Евгений Алексеевич
Евге́ний Алексе́евич Лаленко́в (род. 16 февраля 1981) — российский конькобежец, заслуженный мастер спорта. В сборной команде России с 2000 года. Участник Олимпиад: 2002 года (Солт-Лэйк-Сити), 2006 года (Турин), 2010 года (Ванкувер).
Родители — конькобежцы, Алексей Лаленков и Валентина Лаленкова (Головенькина). Отец — рекордсмен мира среди юниоров и многократный призёр международных соревнований. Мать — бронзовый призёр Чемпионата мира 1983 года и вице-чемпионка Европы 1984 года, участница двух Белых Олимпиад.
Образование — высшее, Иркутская государственная сельскохозяйственная академия, специальность «Менеджмент АПК».
Тренер: В. А. Саютин. Первый тренер Е. А. Батгауэр
Выступал за: СО «Динамо», Ангарск Иркутской обл. и г. Коломна Московской обл.
Обладатель действующих рекордов России:
в сумме малого многоборья (151,270)
в командной гонке (8 кругов, состав Евгений Лаленков, Алексей Юнин, Иван Скобрев) 3.41, 23 установлен 11.03.2007
Жена — конькобежка Евгения Лаленкова (Дмитриева).

## Достижения
- 2013 в Финале Кубка мира по конькобежному спорту (Херенвен) в командной гонке в составе Юсков, Скобрев, Лаленков — бронза.
- 2012 на этапе Кубка мира (Хамар) в командной гонке вместе со Иваном Скобревым и Денисом Юсковым — золото
- 2012 Чемпионат мира по конькобежному спорту на отдельных дистанциях 2012 (Херенвен) Командная гонка в том же составе- бронза
- 2011 Чемпионат России по конькобежному спорту в классическом многоборье (Москва) — бронза
- 2011 Чемпионат России на отдельных дистанциях золото командная гонка
- 2011 Чемпионат России на отдельных дистанциях серебро на 1000м
- 2011 Чемпионат России на отдельных дистанциях серебро на 1500м
- 2010 Чемпионат России по спринтерскому многоборью серебро
- 2009 Чемпионат России на отдельных дистанциях серебро на 1500м
- 2009 Чемпионат России на отдельных дистанциях золото на 1000м
- 2009 этап Кубка мира (Берлин) серебро на 1000м
- 2009 Открытый Кубок Москвы золото на 1000м
- 2009 Чемпионат России на отдельных дистанциях золото в командной гонке
- 2009 Чемпионат России на отдельных дистанциях золото на 1000м
- 2009 Чемпионат России на отдельных дистанциях золото на 1500м
- 2009 этап Кубка мира (Коломна) Бронза на 1000м
- 2009 Чемпионат мира по спринтерскому многоборью третье место на 1000 м
- 2009 Чемпионат Европы по классическому многоборью второе место на 1500 м
- 2009 Чемпионат Европы по классическому многоборью первое место на 500м
- 2008 Чемпионат России по спринтерскому многоборью первое место на 1000 м
- 2008 Чемпионат России по спринтерскому многоборью второе место на 500 м
- 2008 Чемпионат России по классическому многоборью первое место на 500 м
- 2008 Открытый Кубок Москвы Золото на 1000 м и 1500м
- 2008 Открытый Кубок Москвы Серебро на 500м
- 2008 Чемпионат России на отдельных дистанциях золото на 1500м
- 2008 Чемпионат мира на отдельных дистанциях серебро 1000 м
- 2008 Чемпионат Европы по классическому многоборью первое место на 1500 м
- 2008 Чемпионат Европы по классическому многоборью третье место на 500 м
- 2007 Чемпионат России на отдельных дистанциях золото на 1000м
- 2007 Чемпионат России на отдельных дистанциях золото в командной гонке
- 2007 Чемпионат мира бронза в командной гонке
- 2004 Чемпионат мира по классическому многоборью первое место на 500м
- 2004 Чемпионат России по классическому многоборью серебро
- 2004 Чемпионат России на отдельных дистанциях бронза на 500м
- 2004 Чемпионат Европы по классическому многоборью второе место на 1500м
- 2004 Бронзовый призёр Кубка мира на 1500м
- 2003 Обладатель Кубка мира на 1500м
- 2003 Чемпионат мира, 4 место на 1500 м
- 2003 Чемпионат мира, 5 место многоборье
- 2002 Чемпионат России на отдельных дистанциях серебро многоборье
- 2001 Чемпионат России на отдельных дистанциях бронза на 1000м
- 2001 Чемпионат России на отдельных дистанциях бронза на 1500м

| Год  | Чемпионаты Европы | ЧМ многоборье | ЧM спринт | ЧM на отдельных дистанциях                  | Олимпийские игры                        | Чемпионат мира среди юниоров |
| ---- | ----------------- | ------------- | --------- | ------------------------------------------- | --------------------------------------- | ---------------------------- |
| 1999 |                   |               |           |                                             |                                         | NC17                         |
| 2000 |                   |               |           |                                             |                                         | 6e                           |
| 2001 |                   |               |           | NF 1500 м                                   |                                         |                              |
| 2002 |                   | 10e           |           |                                             | 23e 1000 м 10e 1500 м                   |                              |
| 2003 | 7e                |               |           | 4e 1500 м                                   |                                         |                              |
| 2004 | 6e                | 8e            |           | 7e 1500 м                                   |                                         |                              |
| 2005 | 14e               | 12e           |           | 8e 1500 м                                   |                                         |                              |
| 2006 |                   |               | 10e       |                                             | 7e 1000 м 23e 1500 м 5e командная гонка |                              |
| 2007 |                   |               | 10e       | 20e 1000 м · командная · гонка              |                                         |                              |
| 2008 | 9e                | 12e           |           | 1000 м · 7e командная · гонка               |                                         |                              |
| 2009 | 10e               |               | 16e       | 12e 1000 м 20e 1500 м                       |                                         |                              |
| 2010 |                   |               |           |                                             | 36e 500 м 11e 1000 м 11e 1500 м         |                              |
| 2011 |                   |               |           | 13e 1000 м 13e 1500 м                       |                                         |                              |
| 2012 |                   |               |           | 10e 1000 м · 18e 1500 м · командная · гонка |                                         |                              |
| 2013 |                   |               |           | 17e 1000 м 12e 1500 м 4e командная гонка    |                                         |                              |
| 2014 |                   |               | 22e       |                                             |                                         |                              |

## Блог
- «Паркетный» гонщик. Блог Евгения Лаленкова

## Интервью
- Евгений Лаленков: Спортсмен мировой элиты — это серьёзный бизнес-проект
- Евгений Лаленков. Жизнь по законам биомеханики (недоступная ссылка)
- Евгений Лаленков: Конькобежные дворцы спорта в Свердловской области позволят вырастить новых чемпионов
- Евгений Лаленков: уверен, победный спортивный опыт депутатов Журовой и Сихарулидзе позволит донести значение высоких технологий для достижения высоких результатов (недоступная ссылка)
- Конькобежный спорт. Однозначно, АЙС! (недоступная ссылка)
- Евгений Лаленков: Самое главное — чтобы голова работала
- Евгений Лаленков: Деваться некуда — либо прибавлять, либо не бежать вообще
- Евгений Лаленков: Может, мне просто повезло со льдом
- Евгений Лаленков: Ощущения не совпали с хронометром
- Евгений Лаленков: Я лучше других перевариваю тренировочные нагрузки
- Дамский угодник Евгений Лаленков